# 請川卓
請川 卓（うけがわ たかし、1899年12月16日 - 1960年3月24日）は、日本の実業家。元香川相互銀行社長。男子テニス選手。

## 来歴・人物
香川県三豊郡紀伊村（現 観音寺市木之郷町）出身。旧制香川県立三豊中学校（現 香川県立観音寺第一高等学校）、早稲田大学政治経済学部卒業。
1924年（大正13年）早稲田大学卒業後、明治生命保険本社に入社。1年後に帰郷、1928年（昭和3年）七宝無尽株式会社監査役に就任。翌年の1929年（昭和4年）7月、同社社長に昇任。また、大阪市の日本科学研究所所長、紀州田辺市の日本木材株式会社社長を兼任する。
1939年（昭和14年）10月、香川県会議員に当選し、県政に尽力する。1943年（昭和18年）2月1日、丸亀・七宝・香川第一・讃岐・旭の5無尽会社が合併し、香川無尽株式会社を設立。初代社長に就任。また、同年同月、香川県三豊郡紀伊村村長に就任し、村政に尽力する。
戦後、1951年（昭和26年）10月20日、相互銀行法施行に伴い香川相互銀行に商号変更、社長に就任。香川相互銀行発起以来の社長として、戦前から戦後の我が国の金融経済の最も大きな変動期に一般大衆の貯蓄増強に努めるとともに、地元産業の振興育成を行った。1952年（昭和27年）から1958年（昭和33年）まで、四国相互銀行協会会長を務めた。
テニス選手として、早稲田大学庭球部の創成期の主力選手として活躍する。同大学在学中は、“東洋のチルデン”と言われ、安部民雄、川妻柳三、鳥羽貞三等と共に極東オリンピックに出場した。1924年（大正13年）第3回全日本テニス選手権 男子ダブルス 優勝 、第6回毎日テニス選手権 男子シングルス 優勝を成し遂げる。デビスカップ日本代表にも選出された。

## 栄典
- 1956年 - 黄綬褒章
- 1960年 - 従六位勲六等瑞宝章